# Joseph Pe
Joseph Pe (Lembeek, Brabant Flamenc, 1 de desembre de 1891- Halle, 31 d'octubre de 1980) va ser un ciclista belga que va córrer durant els anys 20 del segle xx. En el seu palmarès destaca una etapa en la Volta al País Basc de 1925, cursa en la qual acabà en segona posició de la general. El mateix any també finalitzà segon al Tour de Flandes.

## Palmarès
- 1923
  - 2n a la Binche-Tournai-Binche
- 1925
  - Vencedor d'una etapa a la Volta al País Basc
  - 2n al Tour de Flandes
- 1926
  - Vencedor d'una etapa a la Volta a Bèlgica